# مركز التميز للدفاع ضد الإرهاب
مركز التميز للدفاع ضد الإرهاب ضد كل أنواع الإرهاب الذي يهدد السلام. إنه مركز يعمل بشكل منسق ، واستشاري ، ينتج النتائج ويوجه ويساهم في مكافحة الإرهاب. وهي تابعة لهيئة الأركان العامة.

## مدير المركز
- العقيد ركن عمر فاروق دميرجي أوغلو

## وصلات خارجية
موقع المركز